# 曹評
曹评（?—?），字公正，北宋真定府灵寿县人，曹佾长子。曹彬的曾孙，宋仁宗慈圣皇后的侄子。
曹评以父任，官至引进使，知审官西院，累迁温州防御使。宋哲宗元祐年间，提举万寿观，为真定路鈐辖。宋徽宗即位后，曹評历任殿前都虞候、平海军节度使、佑神观使。他四次出使契丹、十二次充当馆伴使。在閤门十二年，参与修订仪制，对制度多所增损。曹评爱好文史，精通楷书。慈圣光献皇后命他书写屏风以奉献，宋神宗赐他玉带表彰他的才能。非常善於射箭，左右手一致，夜间也能射中。陪同契丹使者射箭，曾双破的，坐客惊竦。六十六岁去世，赠开府仪同三司。